# Vicegovernatore della Georgia
Il Vicegovernatore della Georgia (ufficialmente: Lieutenant Governor of Georgia) è la seconda carica costituzionale dello Stato della Georgia dopo il governatore. Il suo mandato dura tipicamente 4 anni, ma a differenza della maggior parte degli altri Stati il vicegovernatore georgiano non viene eletto assieme al governatore, ma in un'elezione contemporanea e separata. Il vicegovernatore è al contempo presidente del Senato della Georgia. La carica è attualmente ricoperta da Burt Jones, eletto nel 2022 e insediato l'anno successivo.

## Storia
Storicamente a subentrare al governatore in caso di necessità era il presidente del Senato della Georgia, ma ciò cambiò con la riforma costituzionale del 1945, che creò la carica di vicegovernatore (figura che comunque coincideva con quella del presidente del Senato). La riforma georgiana fu molto controversa, e contribuì allo scoppio della crisi dei tre governatori, stallo politico che paralizzò lo Stato per alcuni dei mesi successivi.
Con l'eccezione di Melvin E. Thompson, primo a ricoprire la carica di vicegovernatore della Georgia e installato alla posizione di governatore da una sentenza della Corte Suprema georgiana, ancora nessun vicegovernatore ha avuto accesso alla carica superiore al di fuori delle elezioni ordinarie. Inoltre, a causa dell'elezione separata delle due figure politiche, può capitare che il governatore e il vicegovernatore appartengano a diversi partiti politici; finora si è verificato solo un caso come questo, quando dal 2003 al 2007 al governatore repubblicano Sonny Perdue si affiancò il vicegovernatore democratico Mark Taylor.

### Requisiti
Per diventare vicegovernatore bisogna possedere un'età di almeno 30 anni, la cittadinanza americana da almeno 15 anni e la residenza in Georgia da almeno 6. A differenza del governatore, il quale ha un numero di mandati limitato, il vicegovernatore può essere rieletto un numero indefinito di volte, anche se è già stato governatore (come nel caso di Lester Maddox).

## Lista dei Vicegovernatori della Georgia

### Partiti
Democratico (10)
  Repubblicano (3)
| #  | Foto          | Vicegovernatore                | Mandato          | Mandato          | Termini | Governatore | Governatore                                           | Note  |
| #  | Foto          | Vicegovernatore                | Inizio           | Termine          | Termini | Governatore | Governatore                                           | Note  |
| -- | ------------- | ------------------------------ | ---------------- | ---------------- | ------- | ----------- | ----------------------------------------------------- | ----- |
| 1  |               | Melvin E. Thompson (1903-1980) | 15 gennaio 1947  | 18 marzo 1947    | ½       |             | Eugene Talmadge (deceduto prima di entrare in carica) | [ 2 ] |
| -  | Vacante       | Vacante                        | 18 marzo 1947    | 17 novembre 1948 | -       |             | Melvin E. Thompson                                    |       |
| 2  |               | Marvin Griffin (1907-1982)     | 17 novembre 1948 | 11 gennaio 1955  | 1½      |             | Herman Talmadge                                       |       |
| 3  |               | Ernest Vandiver (1918-2005)    | 11 gennaio 1955  | 13 gennaio 1959  | 1       |             | Marvin Griffin                                        |       |
| 4  |               | Garland T. Byrd (1924-1997)    | 13 gennaio 1959  | 15 gennaio 1963  | 1       |             | Ernest Vandiver                                       |       |
| 5  |               | Peter Z. Geer (1928-1997)      | 15 gennaio 1963  | 11 gennaio 1967  | 1       |             | Carl Sanders                                          |       |
| 6  |               | George T. Smith (1916-2010)    | 11 gennaio 1967  | 12 gennaio 1971  | 1       |             | Lester Maddox                                         |       |
| 7  |               | Lester Maddox (1915-2003)      | 12 gennaio 1971  | 14 gennaio 1975  | 1       |             | Jimmy Carter                                          |       |
| 8  |               | Zell Miller (1932-2018)        | 14 gennaio 1975  | 13 gennaio 1991  | 4       |             | George Busbee                                         |       |
| 8  | Joe F. Harris | Zell Miller (1932-2018)        | 14 gennaio 1975  | 13 gennaio 1991  | 4       |             |                                                       |       |
| 9  |               | Pierre Howard (1943)           | 13 gennaio 1991  | 11 gennaio 1999  | 2       |             | Zell Miller                                           |       |
| 10 |               | Mark Taylor (1957)             | 11 gennaio 1999  | 8 gennaio 2007   | 2       |             | Roy Barnes                                            |       |
| 10 | Sonny Perdue  | Mark Taylor (1957)             | 11 gennaio 1999  | 8 gennaio 2007   | 2       |             |                                                       |       |
| 11 |               | Casey Cagle (1966)             | 8 gennaio 2007   | 14 gennaio 2019  | 3       |             | Sonny Perdue                                          |       |
| 11 | Nathan Deal   | Casey Cagle (1966)             | 8 gennaio 2007   | 14 gennaio 2019  | 3       |             |                                                       |       |
| 12 |               | Geoff Duncan (1975)            | 14 gennaio 2019  | 9 gennaio 2023   | 1       |             | Brian Kemp                                            |       |
| 13 |               | Burt Jones (1979)              | 9 gennaio 2023   | in carica        | 1       |             | Brian Kemp                                            |       |